# Khoon Bhari Maang
Khoon Bhari Maang è un film indiano del 1988 diretto da Rakesh Roshan.

## Trama
Il film vede protagonista Arti, vedova benestante con due bambini, Sanjay assieme a Kader khan e la propria compagna fanno un piano per ucciderla ed impossessarsi delle sue ricchezze e proprietà. Il piano viene attuato con una gita al fiume dove un coccodrillo si avvicina all'imbarcazione e Sanjay spinge Arti tra le sue fauci. Credendola morta aspetta impazientemente di ottenere le sue proprietà, ma lei si salva con la vendita dei propri gioielli vola in America dove grazie alla chirurgia plastica riesce a farsi ricostruire il volto rovinato. Infine dopo aver conquistato nuovamente Sanjay lo porta al luogo dove lui aveva tentato di finirla, e il coccodrillo uccide Sanjay.

## Premi
- Filmfare Awards
  - "Best Actress Award" - Rekha
  - "Best Supporting Actress Award" - Sonu Walia
  - "Best Editing Award" - Sanjay Verma